# 青年突尼西亞人
青年突尼西亞人，是20世紀初的突尼西亞政黨和政治改革運動。其主要目標是宣導法國保護國的改革，以便為突尼西亞人提供更多的政治自治和平等待遇。

## 歷史
1883年，突尼西亞被宣佈為法國保護國。一群年輕的突尼西亞知識分子發起了一場反殖民運動，挑戰蘇菲派教團。他們的想法影響了該國的現代改革。
該黨後來被稱為青年突尼西亞人，成立於1907年，他們認為突尼西亞人民應該擁有自決權，而不是法國的保護國。該運動的靈感來自奧斯曼帝國的青年土耳其黨和穆斯塔法·卡米爾·帕夏領導的埃及民族黨。他們受過法國教育，主張突尼西亞人的權利。1908年，該黨支援為突尼西亞制定憲法。
他們印製了一份名為《突尼西亞人報》的報紙。這是突尼西亞第一份法語阿拉伯報紙。他們的座右銘是“當地人的每周之聲”。該報將現代主義和改革主義思想與傳統突尼西亞價值觀相結合。
1912年，青年突尼西亞人試圖與法國人就改革進行談判。當談判沒有進展時，他們和法國當局之間的緊張關係開始加劇。有兩件事特別值得注意。第一個事件是1911年針對沒收了Zallaj土地的法國當局舉行的抗議活動。第二次事件發生在1912年，當時一名突尼西亞男孩因在電車上奔跑而喪生(司機是義大利人)。因此，突尼西亞人決定抵制電車服務。人們憎恨法國殖民主義。由於抗議和衝突，法國決定通過新聞審查來加強其殖民政策，並在1912年限制青年突尼西亞人活動，報社被關閉，一些青年突尼西亞人領袖被驅逐出境。
雖然該黨獲得受過教育的突尼西亞人專業人士的大力支援，但大多數突尼西亞人認為他們與法國人過於接近。由於義大利入侵的黎波里塔尼亞和法國將Jellaz公墓公有化，突尼西亞爆發了暴力事件，法國政府鎮壓了這群人。其領導人在突尼西亞電車抵制事件后被流放，該組織被迫轉入地下。

## 意識形態
突尼西亞青年主要關注國內問題，如教育和經濟。他們旨在向法國政府和法國民眾發表講話，倡導該國的改革。不是尋求完全和完全的獨立性，而是獲得更大的自主權。出於這個原因，《突尼西亞人報》是用法語寫的。他們的主要目標是為所有突尼西亞人提供公共免費的教育。
但這一目標遭到一些法國殖民者的反對，他們想阻止殖民者和被殖民者之間任何自由、獨立和平等的想法。